# Clasificación Eurobasket 2009
El torneo clasificatorio para el Eurobasket 2009 define los últimos 8 equipos que participaran en el torneo.

## Formato de Competencia
En esta fase participan 17 equipos y se disputó del 20 de agosto al 20 de septiembre de 2009. Los equipos se dividen en 3 grupos de 4 y 1 de 5 equipos, donde el primero de cada y los tres mejores segundos (7) califican al Eurobasket 2009.
Los siguientes 6 equipos participan en una Ronda Adicional de Calificación que se disputará del 5 al 30 de agosto de 2009, estos equipos fueron divididos en 2 grupos de 3 equipos. El ganador de cada grupo disputará en último boleto para el Eurobasket.
Los últimos 4 equipos jugaron una Ronda de Descenso del 5 al 20 de agosto de 2009, los últimos 2 equipos descenderán al Eurobasket División B para disputar el campeonato de 2011.

## Ronda de Calificación
| Bélgica   | Bosnia y Herzegovina | Bulgaria     | Estonia             |
| Finlandia | Francia              | Gran Bretaña | Hungría             |
| Israel    | Italia               | Letonia      | Macedonia del Norte |
| Portugal  | República Checa      | Serbia       | Turquía             |
| Ucrania   |                      |              |                     |

### Grupos
El sorteo de los grupos para la Ronda de Calificación se llevó a cabo el 16 de febrero de 2008 en Venecia, Italia.
| Grupo A                                  | Grupo B                                      | Grupo C                         | Grupo D                                                  |
| ---------------------------------------- | -------------------------------------------- | ------------------------------- | -------------------------------------------------------- |
| Italia Serbia Bulgaria Hungría Finlandia | Portugal Letonia Macedonia del Norte Estonia | Francia Turquía Ucrania Bélgica | Israel República Checa Bosnia y Herzegovina Gran Bretaña |

### Grupo A
|   | Equipo    | Pts | PG | PP | PF  | PC  | Dif  |
| - | --------- | --- | -- | -- | --- | --- | ---- |
| 1 | Serbia    | 15  | 7  | 1  | 663 | 524 | 139  |
| 2 | Bulgaria  | 12  | 4  | 4  | 670 | 639 | 31   |
| 3 | Italia    | 12  | 4  | 4  | 574 | 590 | −16  |
| 4 | Finlandia | 11  | 3  | 5  | 613 | 655 | −42  |
| 5 | Hungría   | 10  | 2  | 6  | 552 | 664 | −112 |

### Grupo B
|   | Equipo              | Pts | PG | PP | PF  | PC  | Dif |
| - | ------------------- | --- | -- | -- | --- | --- | --- |
| 1 | Macedonia del Norte | 10  | 4  | 2  | 495 | 443 | 52  |
| 2 | Letonia             | 10  | 4  | 2  | 492 | 446 | 46  |
| 2 | Portugal            | 9   | 3  | 3  | 395 | 460 | −65 |
| 2 | Estonia             | 7   | 1  | 5  | 434 | 467 | −33 |

### Grupo C
|   | Equipo  | Pts | PG | PP | PF  | PC  | Dif |
| - | ------- | --- | -- | -- | --- | --- | --- |
| 1 | Turquía | 12  | 6  | 0  | 487 | 407 | 80  |
| 2 | Francia | 9   | 3  | 3  | 460 | 446 | 14  |
| 2 | Bélgica | 8   | 2  | 4  | 403 | 430 | −27 |
| 2 | Ucrania | 7   | 1  | 5  | 417 | 484 | −67 |

### Grupo D
|   | Equipo               | Pts | PG | PP | PF  | PC  | Dif |
| - | -------------------- | --- | -- | -- | --- | --- | --- |
| 1 | Gran Bretaña         | 10  | 4  | 2  | 504 | 482 | 22  |
| 2 | Israel               | 9   | 3  | 3  | 515 | 491 | 24  |
| 2 | Bosnia y Herzegovina | 9   | 3  | 3  | 465 | 470 | −5  |
| 2 | República Checa      | 8   | 2  | 4  | 432 | 473 | −41 |

- Datos: Q2458071